# یاجناوالکیا
یاجناوالکیا (سانسکریت: याज्ञवल्क्य) ستاره‌شناس، فیلسوف، نویسنده، و شاعر هندو بود که نامش در اوپانیشادها آمده‌است
و احتمالاً در قرن هشتم پیش از میلاد در منطقه ویدها در هند باستان می‌زیسته‌است. او یکی از نخستین حکما و فلاسفه در تاریخ مکتوب محسوب می‌شود. او مبدع حکمت معرفت‌شناسی نتی نتی (نه این، نه این) در شناخت اصل آتمن و برهمن دانسته می‌شود. او شاگرد آرونی بود.